# Jane Craven
Jane Craven war eine US-amerikanische Tennisspielerin um die Jahrhundertwende des 19. und 20. Jahrhunderts.

## Erfolge
Im Jahr 1899 gewann sie mit ihrer Landsfrau Myrtle McAteer das Damendoppel bei den US-amerikanischen Tennismeisterschaften. Sie besiegten Maud Banks und Elizabeth Rastall in drei Sätzen mit 6:1, 6:1, 7:5. Sie lösten die Siegerinnen der beiden vorangegangenen Jahre, Juliette und Kathleen Atkinson, ab.